# Fred Moore
Fred Moore (1941 – 1997) va ser un activista polític crucial en la història dels ordinadors. Va ser membre de la People’s Computer Company i un dels fundadors del Homebrew Computer Club. Va contribuir àmpliament a la democratització d'Internet i l'accés lliure a la informació.

## Homebrew Computer Club
Fred Moore va fundar, juntament amb Gordon French, el Homebrew Computer Club. Tanmateix, a diferència de la resta de membres, no el veia com un club d'aficionats als ordinadors, a estudiar-los, a jugar amb ells. El veia com un motor de canvi social per a distribuir una nova filosofia de vida basada a compartir.
Poc després de la seva fundació l'any 1975, tanmateix, Fred Moore va decidir deixar el Homebrew Computer Club, del qual era secretari, tresorer i editor del butlletí. La dona amb qui s'estava veient l'acabava de deixar, va veure clar que les seves esperances que el club fes un servei públic a la societat eren fútils i, a més, algunes de les persones que havien assistit a les reunions només estaven interessades en el benefici que en podien treure de la nova indústria que s'estava creant. A més, també havia descobert que els xips informàtics es fabricaven a països asiàtics amb mà d'obra barata on explotaven els treballadors. La seva primera intenció va ser parlar als membres del club sobre això, però de seguida es va adonar que els seus membre no estaven interessats en aquesta mena d'afers polítics.